# Клим (потік)
Клим (пол. Kłyn) — гірський потік в Україні, у Богородчанському районі Івано-Франківської області. Лівий доплив Бистриці Солотвинської, (басейн Дністра). На мапі Австрійської монархії гірський потік зазначений як Клин.

## Опис
Довжина потоку 5,5 км, найкоротша відстань між витоком і гирлом — 4,08  км, коефіцієнт звивистості потоку — 1,35 . Формується багатьма гірськими безіменними струмками. Потік тече у Східних Карпатах на Гуцульщині.

## Розташування
Бере початок на південно-західних схилах гори Клим (963,2 м). Тече переважно на південний схід понад безіменною вершиною (925,6 м) і у гуцульському селі Пороги впадає у річку Бистрицю Солотвинську, ліву притоку Бистриці.

## Цікавий факт
- У селі Пороги потік перетинає автошлях Р38.